# Luis Fernando Intriago
Luis Fernando Intriago Páez (Guayaquil, 3 de agosto de 1956) es un exsacerdote católico ecuatoriano. Fue párroco de la Iglesia Nuestra Señora de Czestochowa, desde 1996 hasta 2013, cuando fue cesado de sus funciones sacerdotales por el Vaticano luego de conocerse denuncias de abusos sexuales y tortura a menores de edad mediante una práctica no reconocida por la Iglesia, un rito denominado por Intriago como la dinámica del pecado.
También es conocido por ser un líder provida en contra del aborto y por haber llevado al Ecuador a la agrupación católica Movimiento de Vida Cristiana, fundada por Luis Fernando Figari, quien también fue acusado por abusos sexuales a menores de edad.

## Biografía

### Primeros años y educación
Luis Fernando Intriago Páez nació el 3 de agosto de 1956 en la ciudad de Guayaquil, Ecuador y es el segundo de cuatro hermanos. Se graduó en la Unidad Educativa Javier, un colegio de Guayaquil con educación jesuita.
Desde los 18 años de edad, Intriago visitaba frecuentemente al santuario de Schoenstatt, en Guayaquil, y se acercó más a la devoción católica al ser parte, durante ocho años, de un grupo cristiano.

### Vida adulta
En su juventud era alguien extrovertido y sociable, le gustaba conversar mucho, salía muy seguido a fiestas con sus amigos y practicaba surfismo en Montañita y otros lugares de la Península de Santa Elena. Cuando tenía 26 años y estaba por terminar la carrera de ingeniería civil y cerca de contraer matrimonio con su novia, Intriago sintió que le "invadía una soledad mezclada con vacío", por lo que, poco tiempo después, en una visita al santuario de Schoenstatt, después de unos minutos de reflexión, salió convencido de entregar su vida al sacerdocio.

### Vida sacerdotal

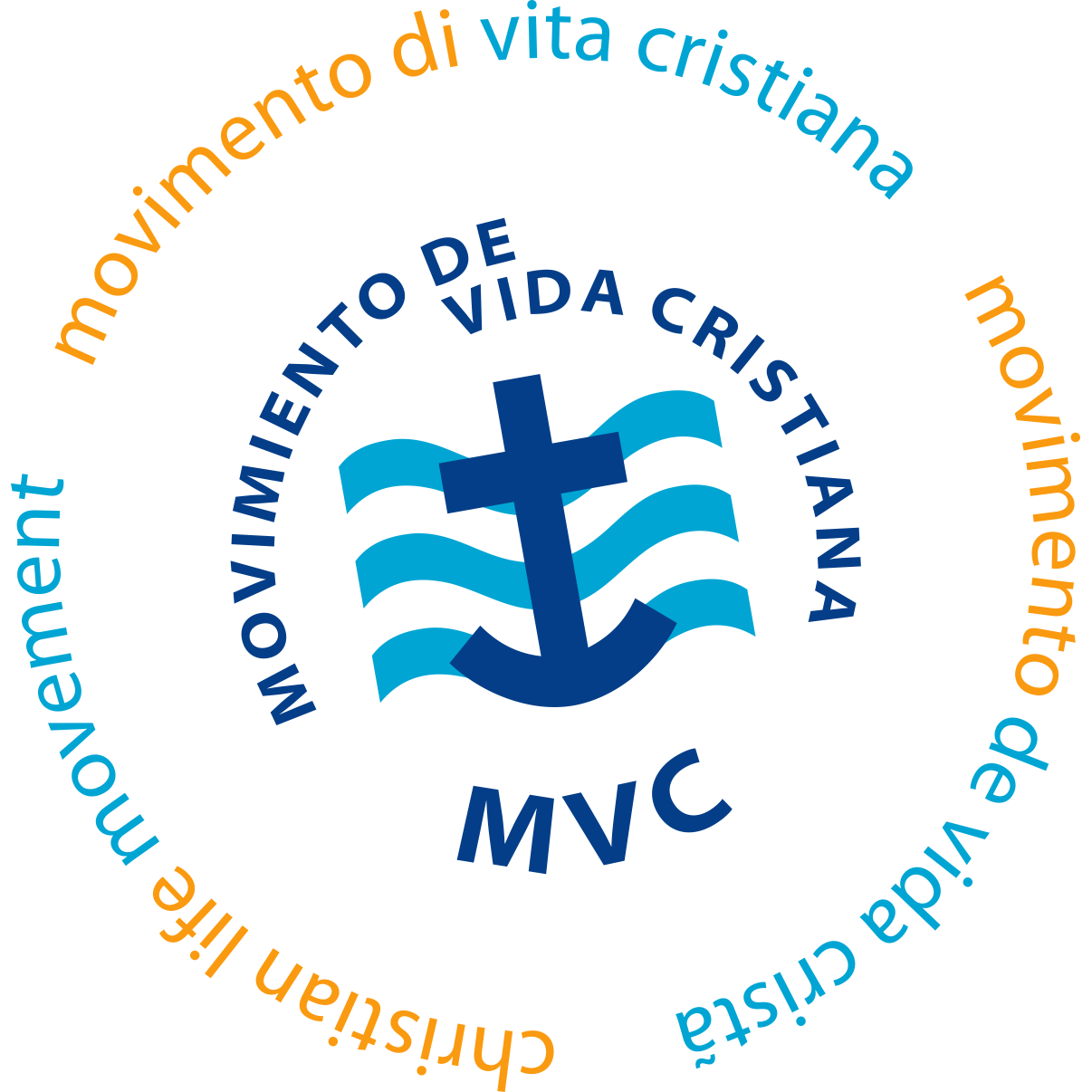
Logo del Movimiento de Vida Cristiana.

Intriago estuvo en las parroquias de los barrios de Urdesa y La Alborada de Guayaquil. Desde 1996 fue párroco de la Iglesia de Nuestra Señora de Czestochowa, donde ejercía el sacerdocio y organizaba las procesiones de Semana Santa, con agrupaciones religiosas como Legión de María, Montaña Clara, Movimiento Carismático, Matrimonio para Cristo, Movimiento de Vida Cristiana, entre otras.
Intriago llevó en 1996 a Ecuador la agrupación católica Movimiento de Vida Cristiana (MVC), que es parte de la sociedad de vida apostólica Sodalicio de Vida Cristiana, nacida en Perú y fundada por el laico católico limeño Luis Fernando Figari. Intriago era asesor espiritual de la agrupación católica donde impartía consejos a los jóvenes en Guayaquil, que hasta el año 2005 contaba con más de 1.500 miembros.

## Escándalo de abuso sexual y tortura a menores de edad

### Antecedentes
En 2000 hubo reclamos por parte de miembros de la Asociación Emaus del MVC de Guayaquil, quienes por testimonios de agrupados marianos menores se enteraron de que es lo que estaba pasando. A los jóvenes involucrados en los abusos se los tildó de resentidos y de querer hacer daño al MVC, esto claramente fue liderado por el mismo Luis Fernando Intriago, además  fue amonestado de manera no formal en repetidas ocasiones por la Congregación para la Doctrina de la Fe por "comportamiento homosexual activo". Las amonestaciones se hicieron nuevamente en 2009 por el escándalo que provocaba en algunos fieles sus continuos encuentros nocturnos con jóvenes menores de edad.

### Acusaciones
Fue acusado de abuso sexual y tortura a menores de edad por medio de una práctica no reconocida por la Iglesia católica, denominada la "dinámica del pecado". En 2013 el primero en denunciar a Intriago por estos actos fue Juan José Bayas, quien tenía en ese momento 23 años de edad, pero los actos de abuso y tortura que dijo haber sufrido con la dinámica del pecado fueron cuando él tenía 15 años de edad.
Ese mismo año 2013 el arzobispo Antonio Arregui lo suspendió de sus actividades de sacerdote. Conoció en Lima al fundador del Movimiento de Vida Cristiana, Luis Fernando Figari (también acusado de abusos sexuales a menores de edad), con quien hizo amistad y por lo cual Intriago trajo esa agrupación católica a Ecuador.

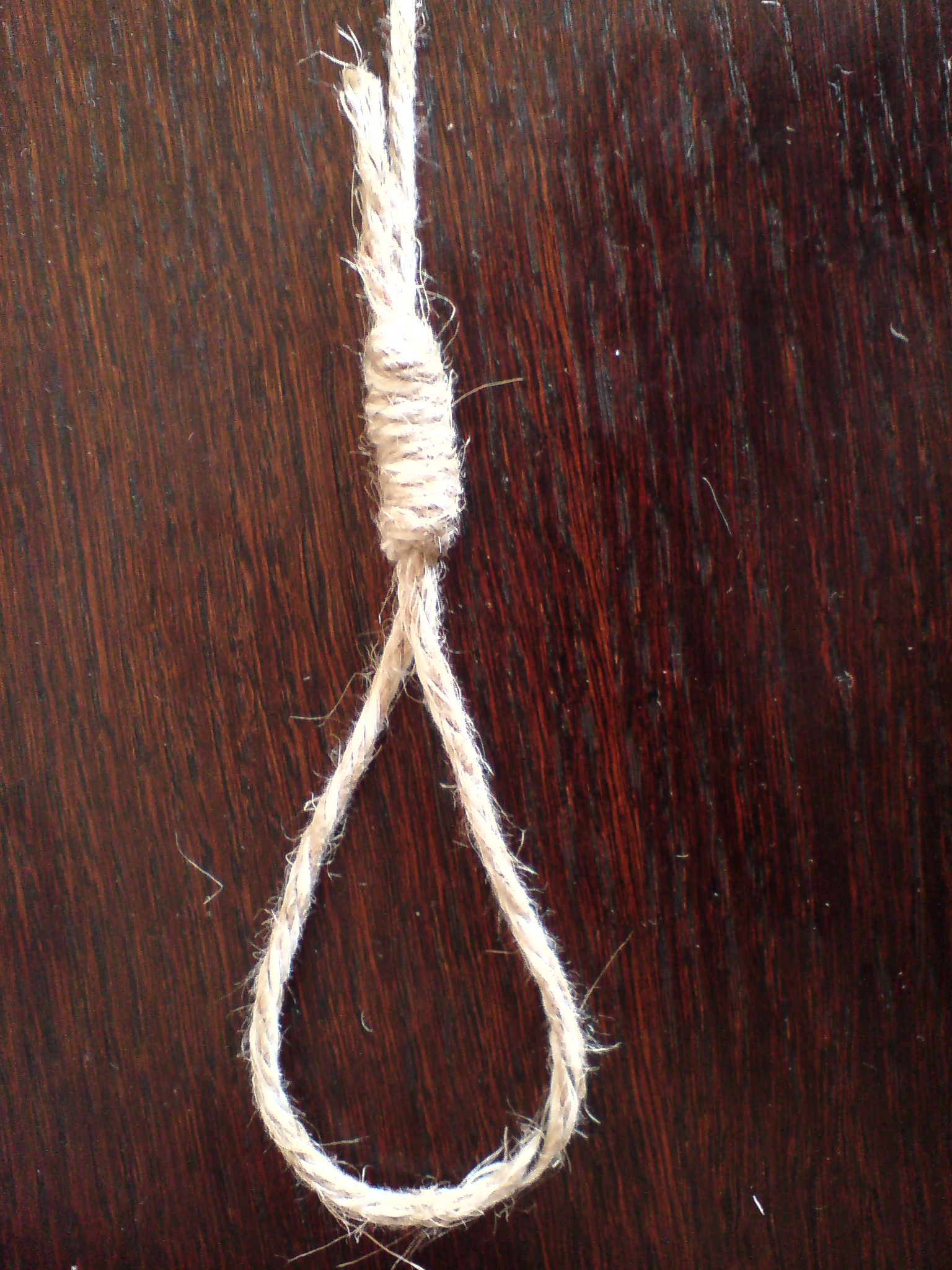
La cuerda es uno de los inplementos que usó Intriago en su "Dinámica del Pecado" para atar y colgar a los menores de edad abusados para inmovilizarlos durante la tortura.

En concreto, fue acusado de cometer abusos sexuales y tortura contra menores de edad, a quienes manipulaba con artimañas haciéndoles creer que eran los escogidos, los ungidos, que cambiarían al mundo y que una voz celestial se lo había hecho saber.
Luego de convencerlos de que eran especiales y después de haber indagado en sus vidas privadas para saber como ganar su confianza, pues siempre escogía de preferencia a chicos con problemas familiares, económicos, emocionales o que tengan familiares con enfermedades incurables, ya que con estas características los jóvenes son más propensos a ser manipulados, les proponía realizar la denominada dinámica del pecado, la cual consistía en una serie de actos y sesiones que van desde lo más ligero hasta lo más fuerte.
En dicho rito Intriago cumplía la función del Diablo y del mundo, y el menor de edad cumplía la función de sí mismo, como un católico cristiano que iba a luchar contra el mundo y tendría que sentir el daño y dolor que provoca el pecado. Así es como el menor de edad era despojado de su ropa hasta quedar semidesnudo o desnudo, vendado los ojos, atado de manos y pies, colgado de un tubo y sufría una serie de torturas, como golpes y descargas eléctricas. Además, Intriago pasaba su rasposa barba por el rostro y cuerpo de los jóvenes, aplicaba llaves de lucha, acostándose encima para aplastarlos, todo esto lo hacía estando él también semidesnudo, teniendo contacto físico y roces de piel.
Luego de terminada una sesión les decía que todo esto era con la finalidad de mejorar al mundo, mejorar su vida, la salud de un familiar en estado grave, entre otros problemas por los que pueda estar pasando, y siempre les dejaba en claro que esto debían guardarlo en secreto, solo debía quedar entre Intriago, el menor de edad abusado y Dios. Justificaba este secreto con frases como "lo que haga tu mano izquierda no debe saberlo tu mano derecha, pues no lo entendería".

### Expulsión definitiva del sacerdocio
Debido a estas conductas y a las denuncias de más de 10 jóvenes víctimas de abuso sexual y tortura, Intriago fue secularizado de sus actividades de clérigo en la parroquia, y prohibido de celebrar misas en iglesias o al público, quedando limitado a realizar misas de modo privado, hasta que termine el proceso canónico de la investigación de sus actos. En 2016, presentó una segunda carta de apelación al proceso, argumentando que solo se trataba de un acto morboso y reprochable.
El 23 de julio de 2018, la arquidiócesis de Guayaquil dio a conocer por medio de un comunicado de prensa que el 12 de julio recibió a través de la Nunciatura del Vaticano el "decreto de expulsión del estado clerical y de dispensa de las obligaciones sacerdotales" de Luis Fernando Intriago Páez, luego de que la Congregación para la Doctrina de la Fe rechazó su apelación por carecer de fundamentos, por lo cual Intriago no podrá realizar ningún tipo de actividad eclesiástica o celebrar ningún tipo de sacramentos, así sea de forma pública o privada, y tampoco podrá impartir teología en institutos de la Iglesia católica. Esta decisión es final e inapelable.